# Bryan Brown
Bryan Brown é um ator australiano (Sydney, 23 de junho de 1947), mais conhecido do público de televisão americana por sua atuação no seriado Pássaros Feridos (1983), no papel de Luke O'Neil, estrelando por Richard Chamberlain e pela atriz inglesa Rachel Ward, com quem se casou.
Brown estrelou em várias produções de Hollywood como Cocktail, com Tom Cruise (1988); Nas Montanhas dos Gorilas, Com Sigourney Waver (1988]); F/X (1986), entre outras.